# Santo Domingo Aztacameca
Santo Domingo Aztacameca es una población del municipio de Axapusco, está ubicada al noreste de la Ciudad de México y al oeste del municipio. Es una localidad rural donde persisten las actividades agrícolas, tales como el cultivo de maíz, nopal y cebada. La localidad cuenta con una población de aproximadamente 3,120 habitantes, con una edad promedio de 23 años y una escolaridad media de 8 años.
 Historia de Santo Domingo Aztacameca 
Se entrelaza con la del Valle de Teotihuacán y la región del altiplano central mexicano, especialmente a partir de la llegada de los españoles.
Santo Domingo Aztacameca durante el periodo colonial (siglos XVI al XVIII) tiene aspectos cruciales como son la influencia de las familias de orígenes caciques.
Desde el siglo XVI, Aztacameca fue un punto de interés debido a la presencia de una familia de caciques originaria de Otumba, descendiente directa de los antiguos señores de Texcoco. Esta familia se trasladó a Aztacameca, buscando consolidar su posición en el nuevo orden colonial.
1563: Se tiene registro de las referencias más tempranas a los caciques de Aztacameca. En este año, el virrey Don Luis de Velasco se comunicó con el corregidor de Otumba en relación con las tierras patrimoniales que Don Antonio de San Francisco poseía en los pagos de Papalpan y Tetlapanco (también conocido como Tetlapanalcan o Tetlapancapan) en el pueblo de Aztacameca.
1579: Los tributarios de San Francisco Aztacameca y Santa Cruz Tlamapa fueron congregados en Axapusco. Posteriormente, los tributarios de Aztacameca se agruparon en el pueblo de Santa Cruz Tlamapa.
Finales del siglo XVI y principios del XVII: Durante este periodo, se elaboraron códices Techialoyan que combinaban elementos prehispánicos y europeos, reflejando la complejidad cultural de la época.
1589: Se creó un mapa de estilo prehispánico por encargo del virrey para una "vista de ojos", en el contexto de una solicitud de merced de sitio para estancia de ganado menor por parte de Felipe Martínez. Este mapa representa el cerro Aztacameca y la iglesia de San Francisco Aztacameca.
1617: Se elaboró otro mapa, de estilo más rudimentario, que muestra un gran cerro identificado como "cerro de verdugo" (cerro del Verdugo). Este mismo año, la familia cacique de Otumba, a través de Don Francisco, logró que el virrey Don Diego Fernández de Córdoba lo nombrara gobernador de Aztacameca. Sin embargo, esta posición fue efímera, y la autoridad política suprema en Aztacameca regresó a la figura del alcalde.

Antiguo convento y parroquia de Santo Domingo Aztacameca, Axapusco Estado de México

Exconvento y parroquia de Santo Domingo Aztacameca: Este significativo edificio religioso fue construido con piedra y argamasa. Cada año, el 8 de agosto, se celebra la fiesta patronal en su honor, llenando el atrio con música y alegría, y adornando su fachada con grandes arreglos florales.